# تروي سميث (رائد أعمال)
تروي سميث (بالإنجليزية: Troy Smith)‏ هو رائد أعمال أمريكي، ولد في 26 مايو 1922، وتوفي في 26 أكتوبر 2009.